# Форти-Форс
Форти-Форс (англ. Forty-Fours; маори Motuhara; мориори Motchuhar) — группа из пяти небольших островов, принадлежащих архипелагу Чатем (Новая Зеландия). Своё английское название острова получили в связи с тем, что находятся на 44-й параллели. Общая площадь островов всего около 0,1 км².

Карта архипелага Чатем. Острова The Forty Fours отмечены в правой её части.

Крупнейший остров группы вытянут с запада на восток на 750 метров, с севера на юг (максимально) на 300 метров и имеет высшую точку в 53 метра над уровнем моря, но при этом его вершина почти плоская. К востоку от этого острова расположены оставшиеся четыре островка группы, представляющие собой просто торчащие из воды скалы, не имеющие собственных названий. Второй по величине остров группы имеет размер 160 на 50 метров, последний — 65 на 30 метров. Самый восточный из этих островов является крайней восточной точкой Новой Зеландии (43°57′53″ ю. ш. 175°49′32″ з. д.).
Острова считаются организацией BirdLife International так называемой Ключевой орнитологической территорией: здесь во множестве гнездятся толстоклювый прион, альбатрос Буллера, северный королевский альбатрос, чатемский альбатрос и северный гигантский буревестник.